# Siegrune
Die Siegrune oder Sigrune ist ein Zeichen der völkischen Bewegung des 19. und 20. Jahrhunderts.

## Schreibzeichen
Das Zeichen ähnelt der sechzehnten Rune Sowilo des älteren Futharks und der zwölften Rune des aus 16 Runen bestehenden jüngeren Futharks. Die Form der Rune entspricht einem lateinischen S, umgeformt in drei gerade Striche. Das Zeichen steht für den Konsonanten S.

## SchreibweisenSigundSieg
Anfang des 20. Jahrhunderts erschien dem esoterischen und völkischen Autor Guido von List nach eigener Aussage in einem Traum ein neues Runenalphabet, das er das Armanen-Futhark nannte. Diese so von ihm festgelegten Runen belegte er mit Namen. Unter anderem erhielt die betreffende S-Rune, die wissenschaftlich gesehen als Sowilo, Sol oder Sonne belegt ist, den neuen Namen Sig. Seiner Phantasie freien Lauf lassend, assoziierte von List die Rune jedoch auch mit zahlreichen anderen Begriffen: sol, sal, sul, sig, sigi, Sonne, Heil, Sieg, Säule, Schule und so weiter waren die von ihm gewählten Deutungsmöglichkeiten seiner Rune. Des Weiteren erklärte von List zum Bedeutungsinhalt Folgendes:

„sal und sig (Heil und Sieg)! Dieser vieltausendjährige urarische Gruß- und Kampfruf […] ist in der ‚Sig-Rune‘ (Siegrune), dem elften Zeichen des Futharks zum Symbol geworden: Der Schöpfergeist muss siegen!“

Die Bezeichnung Sig für die Rune setzte sich fortan in völkischen Kreisen durch, wobei immer mehr die Namensinterpretation auf die Bedeutung „Sieg“ gelegt wurde, was auch in Übereinstimmung mit den meist offensichtlich auf reinen Klangassoziationen beruhenden Namensgebungen des Armanen-Futharks war. Insbesondere auch Heinrich Himmlers persönlicher Okkultist Karl Maria Wiligut übernahm die Runenbezeichnung Sig, obwohl er von Lists Armanen-Futhark ablehnte und ein eigenes Alphabet namens Wiligutrunen erfand. Erst in der Zeit des Nationalsozialismus wurde Sig durch die Bezeichnung Sieg ersetzt, da dieser Name im Sinne der nationalsozialistischen Ideologie wesentlich passender erschien und den ohnehin schon erfolgten Bedeutungswandel bekräftigte.

## Politisches Zeichen

Emblem der Schutzstaffel (SS)

In der Zeit des Nationalsozialismus war die einfache Siegrune das Emblem des Deutschen Jungvolks in der Hitler-Jugend. Die aus der Sturmabteilung ausgegliederte Schutzstaffel (SS) der Nationalsozialistischen Deutschen Arbeiterpartei wurde zunächst mit den Anfangsbuchstaben SS bezeichnet, später schrieb und druckte man diese zwei Buchstaben stets in Runenform. Manche Schreibmaschinen jener Zeit hatten eine Sondertype für das gezackte SS. In ihrer endgültigen Form wurden die Siegrunen der SS im Jahre 1929 nach einem Entwurf des Grafikers Walter Heck eingeführt, der dafür eine symbolische Zahlung von 2,50 Reichsmark erhielt. Durch ihre geschickte Proportionierung sollten sie offenbar einen Ausdruck von Dynamik sowie Bedrohlichkeit erwecken. Von der SS wurde die doppelte Siegrune als Symbol auf ihrer so genannten „Hausfahne“ sowie auf Kraftwagen-Standern verwendet. Ferner fand man sie auf Kragenspiegeln und Stahlhelmen der Waffen-SS.
Nächst dem Hakenkreuz ist die Siegrune das Symbol, welches am deutlichsten auf nationalsozialistische Vorstellungen oder Absichten hinweist. Nach § 86a StGB ist die Verwendung dieses Zeichens strafbar. Mit geringfügigen Änderungen der graphischen Ausformung versuchen Gestalter einschlägiger rechtsextremer Medien und Aufnäher das Verbot zu unterlaufen. Inner- und außerhalb der Bundesrepublik Deutschland benutzen aktive Neonazis das Zeichen weiterhin sehr offen.

## U.S. Marine Corps

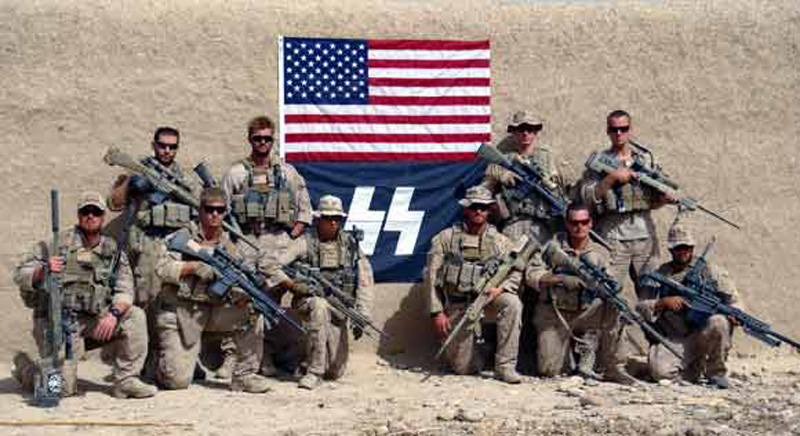
US-amerikanische Scout Snipers mit einer SS-Flagge in Afghanistan, 2010.

Die Scout Snipers (Kundschafter-Scharfschützen) des U.S. Marine Corps verwendeten die doppelte Siegrune spätestens seit den 1980er Jahren als inoffizielles Emblem. Nachdem US-amerikanische Medien im Februar 2012 darüber berichteten, entschuldigte sich der Kommandant der Marines für diese Praxis, verbot sie und ordnete eine Untersuchung an.
Nach einem Bericht der New York Times wird das Zeichen hingegen auch im Jahr 2020 noch wie ein „geheimer Händedruck“ innerhalb des Marine Corps verwendet.